# S.T.A.L.K.E.R. SHADOW OF CHERNOBYL
『S.T.A.L.K.E.R. SHADOW OF CHERNOBYL』（ストーカー シャドー・オブ・チェルノブイリ/チョルノービリ）は、ウクライナのGSC Game Worldが開発したFPSである。
日本では2022年3月に外務省がチェルノブイリと呼ばれていた地名の呼称をウクライナ語のチョルノービリと改称しているが本項ではロシア語のチェルノブイリと呼称する。

## 概要
S.T.A.L.K.E.R.シリーズの第1作。2001年に『Oblivion Lost』という副題で開発が発表され、2003年夏発売を予定したが、実際に発売されたのは2007年である。2008年9月の時点で全世界での売上げが200万本を超えた。
ゲームフィールドはオープンワールドで構成され、過酷な環境の中、プレイヤーは装備から食料まで、すべてを自給自足で生きていく事が求められる。自分以外の人間やミュータントが、ほぼ全てAIにしたがって行動・戦闘などを勝手に行う生態系シミュレータ機能"A-Life"や、総じて命中率が悪く精密な射撃が要求される銃火器類、戦闘時に高度な戦術行動を取る敵AIなど、近年欧米のRPGで特徴的とされる要素の多くをリリース時点で既に兼ね備えていた。荒削りな部分を残しながらも、その先鋭的なシステムが評価を集めている。日本語版は発売されていなかったが2024年3月6日に本作を含めた過去3部作をまとめたものがXbox Partner Previewでサプライズ的に発表及び発売された際に日本語化も実装された。
続編に前日譚の『S.T.A.L.K.E.R. Clear Sky』、後日譚の『S.T.A.L.K.E.R. Call of Pripyat』がある。
ゾーン、ストーカー、モノリスなど、劇中の単語にはストルガツキー兄弟の小説『ストーカー』や映画『ストーカー』をオマージュしたと思われる点があるが、直接のつながりはない。

## ストーリー
1986年に爆発を起こしたチェルノブイリ原子力発電所。この跡地で2006年に再び原因不明の大爆発が起きる。この影響により半径30kmが放射線汚染の被害に遭う。
そして2012年。汚染された跡地一帯は、放射線の影響によって突然変異をおこした生物の生息する「ゾーン」と呼ばれる危険地帯と化した。辛くも生き残った人々は、生活をするために原始的なビジネスを構築しはじめていく。生死に関わるような過酷な依頼を請け負い、その見返りとして多額の報酬を受け取り生計をたてる「ストーカー」と呼ばれる者達がゾーン周辺で暮らし始めていた。
そんなある日の夜、滝のような雨が降りしきるゾーンの中を駆ける1台のトラックが落雷をうけて炎上。その中にたった1人の生存者がいた。プレイヤーはその生存者「Marked One」となり、ストーカーとして多くの任務をこなしながら、原子力発電所の大爆発の謎、「ゾーン」の真の姿、そして自分が何者なのかを解き明かしていく。

## キャラクター
- Marked One
主人公。謎のトラックによってどこかに運ばれている最中、そのトラックが落雷を受けて炎上。一人だけ奇跡的に救助された。腕に「S.T.A.L.K.E.R」という刺青が彫られており、『刺青入り』という意味である通称"Marked One"もここから来ている。
重度の記憶喪失で、自分が何者なのか、何故ゾーンにいるかを全く憶えていないが、所持しているPDAにも残されているメッセージ「Strelokを殺せ」を強い衝動として心のうちに秘めている。Strelokを探しているうちに、自分が何者なのかを思い出していくが……
- Strelok
ゾーンの最深部に潜入し、生きて帰ってきたというストーカー。主人公は彼を探すためにゾーンの奥地へ踏み込んでいく。
- Ghost
Strelokの仲間の一人。現在は行方不明。あらゆる場所に気付かれずに忍び込むことが出来ると噂されている。主人公はStrelokの情報を得る為にまず彼を探す事になるが…
- Fang
Strelokの仲間の一人。既に死亡している。武器に話しかける奇癖を持つ。電子工作が得意。
- Doctor
Strelokの仲間の一人。初老の男性。傷を治癒する特殊能力をZoneの影響で授かったと噂されている。
- Sidorovich
非常線（Cordon）近辺の新米ストーカーキャンプに居るトレーダー。目覚めたばかりで右も左も解らない主人公に有益な情報を提供してくれる。
- Barkeep
Cordonの北、廃棄物処理場（Garbage）を抜けた先にあるBar「100Rad」の店主。トレーダーでもある。100RadがDuty派閥の基地と同じ敷地内にある関係でDuty派閥とつながりがある。
- Guide
最初にゾーンに足を踏み入れたと言われている伝説のストーカー。金さえ払えばどこにでも案内してくれるという噂がある。
- Sakharov
Barの南西にある干上がった湖(Yantar)に研究拠点を置く科学者。トレーダーでもある。

## 用語
- ゾーン（Zone）
1986年に続き、2006年のチェルノブイリ原発事故によって汚染された跡地一帯のこと。ミュータントやアノーマリーなどの危険が絶えないが、アーティファクトやスリルを求め、多くの命知らずがやってきている。
- ストーカー（Stalker）
さまざまな理由からゾーンで暮らしている人。アーティファクトを売ったり、他人からの依頼を解決することで生活している。
- ミュータント（Mutant）
放射線汚染により突然変異した生物たち。群れで襲い掛かってくるものや、姿を消して人に襲い掛かってくるもの、かつて人間であったものなど多数存在する。
- アノーマリー（Anomaly）
ゾーンの中で作られている不思議な空間。重度の放射線汚染地域や、強酸や火炎、放電現象が発生している地帯、奇怪な形状に変異した植物、重力が通常とは違う形で作用している空間、時間の流れが遅い空間、侵入した物体を別の場所に転送する空間など、種類や性質は様々である。極めて危険であるがアーティファクトを生み出すため、ストーカーたちはアノーマリーへの接近を強いられることが多い。
- アーティファクト（Artifact）
ゾーンの中、それもアノーマリーの付近で生成される不思議な物質。人間の肉体に影響を与える性質を持っており、装備すると体力の回復や耐性の強化など、様々な効果を発揮する。有害な放射能を発していることが多いが、放射能を中和する性質を持ったものも存在する。珍しいものは高値で取引される。
- ブレイン スコーチャー（Brain Scorcher/直訳すると「脳味噌焦がし」という意味）
ゾーンの中心付近にあると噂される謎の存在。何らかのエネルギーが放射されており、人間の脳を破壊してゾンビの様な廃人（Zonbified Stalker）に変えてしまう。この影響でチェルノブイリ発電所へ通じる道は通行不可能になっているため、主人公はブレイン スコーチャーの機能を停止させる為に東奔西走する事となる。
- ブロウアウト（Blowout）
チェルノブイリ原発の辺りから膨大なエネルギーと放射線が放出される謎の超常現象。ゾーンで不定期に発生する一種の災害。起こる数日前に前兆現象として、原発の方角からミュータントが大量発生する。実際の発生時には轟音と共に原発の上空が赤く発光し、大量の放射線が周囲に降り注ぐため壁の厚い屋内などに避難しないと被曝死してしまう。本作ではあるイベントの際に一度起こるのみだが、続編の『Clear Sky』や『Call of Pripyat』ではランダムで発生する様になった。一部のMODでは被曝が軽度になる代わりに通常プレイ時にランダムで発生するように設定を書き換えたものもある。
- モノリス（Monolith）
ゾーンの最深部にあると噂される物体。訪れた者の願いを叶えるとされるが、願いを叶える度にゾーンが拡大されるとも言われる。

## システム
- 重量制限
基本的に50kgまでは問題はないが、50kgを超えると走行時の持久力消費量が多くなり短距離しか走れなくなる。さらに60kgを超えるとその場から動くことすら出来なくなる。一部の装備品には重量制限を緩和する特性を備えているものもあるが非常にレアである。また、高い防御力と重量制限緩和機能を兼ね備えた強化外骨格（exoskeleton）も存在するが、極めて高価なうえに装備中は走れなくなるなど一長一短である。
- 取引
フィールドに点在するNPCとはいつでも取引を行なうことが出来る。ただし武器や防具を売りつける事が出来るのはトレーダーと呼ばれる一部のNPCを相手にした時のみである。本作はトレーダーがなかなか登場しないので、それ以外のNPCとの取引が店代わりとなる事が多い。物々交換のほか、通貨であるルーブルも他人に物を売る事で入手できる（本作では2010年代が舞台にもかかわらずウクライナ・ルーブル（カルボーヴァネツィ）が使用されているが、現実のウクライナではフリヴニャに切り替えられている。ゾーン内でのみ流通しているのか、通貨が変更されなかった世界なのかは描写されていない）。ルーブルは取引の結果やクエストの報酬としてのみ入手でき、死亡したNPCから奪い取ったりアイテムとして入手する事は出来ない。
- 装備の消耗
プレイヤーが装備する銃器は発射する度に耐久値を消耗する。耐久値が低くなった銃器は命中精度が低下、弾詰まりの発生確率が増加するなどの不具合を起こし、最終的には使用不可能となる。防具も同様に耐久値が設定されており、ダメージを受けると消耗、耐性の劣化などを起こした末に使用不可能になる。本作では耐久値の回復手段が無いため使えなくなった装備は捨てるほかなかったが、続編の『Clear Sky』や『Call of Pripyat』では修理が可能になった。また、ユーザーの手で作成されたMODの中には本作の時点で装備の修理機能を実装したものもある。
- A-Life
独自の擬似ライフシミュレータでキャラクターやイベントが管理されている。本作の開発が難航した最大の要因でもある。
開発初期の構想があまりに壮大すぎた上、ゲームとしての面白さを大きく損なう物であったため本作に登場するものは当初よりも大幅に縮小されたものとなっている。プレイヤーが居ないマップ（地域）のAIはほとんど停止に近い状態になる、物語の進行上重要な人物はプレイヤーが干渉するまで時間が経っても動かないし見えない所で他のNPCに殺害される事もない（通常は起こらないが、稀に起こる事もあり、先に進めなくなる場合もある）、ミュータントも大移動はせずに狭い縄張りを守り続ける等々、大筋の物語にはあまり干渉しないようになっている。それでもある程度は機能しており、本編にさほど影響しないサブクエストや寄り道をしている時には大きく作用する。
- 時間経過
時間の概念があり、天候や昼夜が存在する。夜は視界が悪く敵の目をくらませ易いが、ミュータントが活性化したりアノーマリーが見えづらかったりする。サブクエストの成否にも影響する。ゲームであるため実時間よりも大分早く経過する。
- サブクエスト
大筋の物語を進めている最中にある程度自由に始められる。一度開始すると、開始した時間から（ゲーム内の時間で）一日以内にクリアしないといけない為、他の事を中断して行う必要がある。失敗しても進行に影響はないが、成功すればアーティファクトや装備品や金銭が得られる。
- マップ
屋外のマップは広大でかつ建物も少ない開けた土地となっている。これを利用して奇襲をかけたり逃走したりと自由度の高い行動が可能となっている。ただし、弊害として移動時間が長くなりがちでもある。
- インベントリーおよびPDA
インベントリー（メニュー画面）および、任務や地図やメモ等を閲覧出来るPDA画面を表示している時も常にゲーム内の時間が経過し続けている。そのため、PDAで地図を見ている最中に遠くに居た敵が近寄って来て襲撃してきたり、インベントリーを開いて放射線治療薬を使い被曝を直そうとしているうちに被曝が進行して死んでしまう、などの事態が発生する事もある。その為、アイテムを使ったり情報を確認する際には先に周囲の安全を確保する必要がある。
- ガイガーカウンターとアノーマリー探知機
どちらも最初から所持しており、かつ重量制限とは無関係。ガイガーカウンターは放射線の強い場所に近づくと「ガリガリガリガリ…」という独特の音が鳴り、危険を教えてくれる。通常は被曝の速度が早い場所に踏み入るにつれ音が強まって行くのだが、一部の場所では足を踏み入れた瞬間に音の強さとは関係なく被曝が最高潮に達する場合もある（主にマップの端周辺、壁代わりとして強力な放射線源を配置している事が多い）。
アノーマリー探知機はアノーマリーに近づくと特有のビープ音でその存在を知らせてくれる。近づく程にビープ音の間隔が早くなる。

## 派閥
カッコ内の日本語訳は便宜上の物。各派閥に所属するストーカーはそれぞれルーキーからエキスパートまでランクがあり、高位の者ほどウクライナ製強化外骨格など強固な装備や強力な火器を持つ。
- Lone Stalkers （独立ストーカー）
Lonerとも呼ばれる一般的なストーカー、プレイヤーも最初はこれに該当する。名が示す通り一人で行動しているものが多いが、困っているときには協力し合うこともある。基本的にあまり強くない者が多いが例外もあり、他の派閥で経験を積んでベテランになった者が組織に嫌気が差して脱退し、経験豊富なLonerとなるケースもある。
- Bandits （盗賊、あるいは山賊）
ゾーンのチンピラ。落ちているものや他人から奪ったものを売買して生計を立てている。しばしばLone Stalkerと銃撃戦を繰り広げている姿が見られ、プレイヤーにも容赦なく襲いかかる。ゾーンの中心部は追いはぎをするには危険すぎるため、主にゾーンの端の方で活動している事が多い。集団で行動しているが統制は取れておらず、装備が貧弱なためあまり強くはない。しかし、たまにDutyの兵士を拉致したりする事もある。
- Military （軍隊）
ウクライナ正規軍。ゾーンを封鎖し何人の出入りも禁じるのが大きな目的。ゾーンの主要な道を監視しており、ミュータントやストーカーを見つけると発砲する。彼らもブレイン スコーチャーを調査しており、その件で主人公と敵対する事もある。Ecologistとは協力関係にある模様。正規軍とは言え置かれている状況は非常に劣悪であり、士気も低い為に裏でLoner等と接触し物資の横流しや食糧の調達などをしたり、Lonerの動向に目を瞑って賄賂を受けたりする者も居るなど、決して一枚岩とは言えない。
- Duty Faction （デューティー派）
ゾーンを二分する大勢力の一つで、Barを中心として活動する民兵組織。ゾーン形成直後、調査に送り込まれ、そのまま取り残された軍人が中心となって組織した派閥である。そうした成り立ちもあり、現在でも正規の軍隊のような厳格な規律を守っている。全世界をゾーンの危険から守り、最終的にはゾーンそのものを消滅させることを使命としている。BanditやFreedomとは敵対しており、普通のストーカーや科学者と仲がよい。FreedomやMonolith程ではないが潤沢な装備を誇り、高い戦闘力を持つ。主に東側の装備（機関銃等のトリガーハッピー的な傾向が強く、対人・物理装甲重視の重武装）で武装している。こちらの出方次第で敵にも味方にもなる。
- Freedom  Faction（フリーダム派）
ゾーンの二大勢力の一つ。反政府勢力でアナーキストと見なされている団体。打ち捨てられたArmyの基地を拠点としている。ゾーン内での超自然的な事象の情報を共有、公開することが人類にとって大きな躍進につながると信じており、ゾーンの保護、存続を求めている。その目的上、DutyやArmy、Military Stalkerとの対立が絶えない。主に西側の銃器（狙撃銃等のシャープシューティング的な傾向が強く、対アノーマリー耐性重視の軽量装甲）で武装しており、装備の質はDutyをやや上回る。Duty同様プレイヤー次第で敵にも味方にもなる。無政府主義である為か、Banditとは対立していない。
- Monolith Faction （モノリス派）
ゾーンの最深部にある「モノリス」を信仰するカルトじみた派閥。全てのストーカーからモノリスを守ることを目的としており、プレイヤーを含め、原発跡に近づくもの全てを無差別に攻撃し、不利な状況になっても死ぬまで戦う。ゾーンの中心部に基地を持ち、その周辺（主に「赤い森」）を中心に活動している。使用する武器は貧弱な物から強力な物まで様々だが、防具の方は非常に強固なものを装備する者が多く、大変厄介な存在である。
- Mercs （傭兵、Mercenariesの略）
戦闘のプロ集団。多額の報酬と引き換えに、どんな任務でも確実に成功させる。秘密主義で、本拠地がどこにあるのかは謎である。西側の銃器で武装している。装備の質は中程度だが統制がとれているので中々厄介である。金次第でどの派閥とも協力も敵対もする為、特に抗争と言うものは無いが、ストーリーの都合上中盤で彼らの「仕事現場」を目撃してしまう事になり、以降プレイヤーを抹殺する為に襲ってくるようになる。
- Zombified Stalkers （ゾンビ化ストーカー）
長期に及ぶ放射線被曝やブレイン スコーチャーにより脳を破壊されたストーカー。武器を使う程度の知能は残されているが、深刻に精神を破壊されており元に戻ることは不可能。意味不明な言葉を呻きながら近くにいるものを攻撃する。経験の浅いストーカーがなってしまう事が多いのか、大半がRookie（新人）であり拾える武器や弾薬も劣悪なものが多い。あくまでも「ゾンビのような」生身の人間なので、頭部への攻撃で即死させる事が出来る。ブレイン スコーチャーを拠り所にしているMonolithとは敵対しない。
- Labs （移動研究所）
所属している者はEcologist（生態学者）と呼ばれる。ヤンター湖にある移動研究所を拠点としており、ゾーンの異常な生態系や精神を破壊するブレイン スコーチャーの正体を調査している。基本的に戦闘は得意ではなく、調査や研究所の護衛などはストーカーを雇って行わせている。必要であればMilitaryの部隊や戦闘ヘリの応援の要請などもする。
- Military Stalker （軍属ストーカー）
Mil-Stalkerとも呼ばれる。ゾーンを調査するため特殊な訓練を受けストーカーとして活動している軍人、もしくは軍と契約したストーカーがこれに該当する。一部の者は何かしらの要因で脳を破壊されてしまいSnorkと呼ばれる怪物と化している。

## 登場する地域
日本語訳は便宜上の物
- Cordon （非常線、若しくは警戒線）
ゲーム開始地点でありゾーンの南部にあたる。比較的安全な地域なので新米のストーカーやBanditsが多く、Sidorovichが住むシェルター付近の廃村にはLonerストーカーたちのキャンプが形成されている。かつて牧場があったためか豚のミュータントであるFleshが多く生息している。南端には外の世界へ通じる検問所が存在するが、Militaryによって封鎖されているためゾーン外へ脱出することは出来ない。
- Garbage （廃棄場、直訳では「ゴミ」）
Cordonよりやや北に入った所にある。その名の通り、大量のガラクタが捨てられており、そのガラクタで小高い山がいくつも出来ている程である。ゴミ山は放射性廃棄物も捨てられているため基本的に放射線源と化しており、さらに大量のアノーマリーが発生しているため非常に危険。ここもBanditsが多い。下級のアーティファクトがよく湧く為放射能対策が出来るようになってからは小銭稼ぎにはいい場所である。北端にあるBarとの境界ではDutyが検問を行っており、Barkeepの許可を得なければ通る事が出来ない。
- Agroprom Research Institute （アグロプロム調査研究所）
Garbageの西にある地域。南西部には地域名の由来になっている大型研究施設の廃墟が存在しており、後述する"X18"の隠れ蓑として利用されていた。主人公が訪れた頃にはブレイン スコーチャーの情報を探していたMilitaryに制圧されている。また、北東部にはLonerが拠点にしている廃工場があり、研究所敷地内へ繋がる迷路状の地下通路「Catacomb（地下墓地）」の入口が隠されている。主人公はMilitaryを回避するためCatacombから研究所へ潜入することになるが、地下はBanditsやBloodsuckerの住みかとなっているので非常に危険。また、この地域のどこかにStrelokの拠点があると噂されている。
- Bar（酒場）
Dutyの本拠地がある地域でGarbageよりさらに北にある。Garbageよりさらにゾーンの奥に入った所にある。Dutyの庇護下にあり安全なため中立のストーカーも多く、様々な情報を聞き出せる。
- The Dark Valley （闇の谷）
Garbageの東にある地域。一見のどかな沼沢地帯だがBanditsの一大拠点や廃工場がある。また、地下に秘密の研究施設"X18"が存在している。主人公はブレイン スコーチャーの情報を得る為にここに潜入する事となる。
- Wild Territory （荒れ地）
BarとYantarの間にある一帯でBarの西側にある。廃駅や廃工場、打ち捨てられた集落などがある。MercsやBandits、そして多数のミュータントが徘徊しており非常に危険である。Yantarに行く為にはここを通り抜けるしか無い。
- Yantar （琥珀湖）
Wild Territoryよりさらに西にある地域。移動研究所とかつての湖の名残である沼が存在している。そこかしこにゾンビ化したストーカーやSnorkが徘徊しており非常に危険。北部には巨大な建造物があり、その地下には"X16"と呼ばれる研究施設があるとされるが、接近しようとするとブレインスコーチャーの影響でゾンビ化してしまうため、一層危険な地域と化している。研究者たちはブレインスコーチャーの正体を探っており、主人公も調査に参加することになる。
- Army Warehouses （軍の倉庫）
Army Base（軍の基地）とも呼ばれている地域。Barよりもさらに北、ゾーンの中央辺りに存在する。南西部に軍の基地が存在するが既に遺棄されており、現在はFreedomが拠点として利用している。近くには多数のBloodsuckerが住み着いている廃村や地雷に囲まれた沼地があり、北部はMonolithの侵攻に晒されている。また、アノーマリーが非常に多い一帯でもある。
- Red Forest （赤い森）
Army Warehousesよりさらに北、ゾーンの中央に存在する地域。チェルノブイリ原発に行く為にはここを通るより他に無い。森を迂回した長い道路にはMonolith派の兵士が多数存在するが、森にはMonolithの兵士はおらずここを通過して奥に入る事も可能。ただし、危険なミュータントやゾンビが大量発生しているため、どちらを通っても先に進む為の戦闘を避けるのが困難。おまけに放射線源がそこかしこに存在し戦闘時のカバーさえ困難なほど劣悪な環境となっている。最深部にはブレインスコーチャーの発生源である研究施設"X10"が存在するが、Strelok一派以外この先に到達出来た者は殆ど居ないとされている。
- Prypiat （プリピャチ）
赤い森を過ぎた場所にあるゴーストタウン。ここも実在の場所である。打ち捨てられた集合住宅が無数に立ち並ぶ場所で、先回りして地の利を得たMonolithが八方から襲撃して来る。安全の為、現実同様に建物は開け放しとなっているが、一部の場所は非常に強烈な放射線を帯びており安全な場所とは言い難い。
- Chernobyl NPP （チェルノブイリ原子力発電所）
ウクライナの北部、プリピャチからは東に4km程の所にある停止して久しい原子力発電所。ゾーンの最深部。1986年の大事故が起こったのは現実の世界と同じだが、本作では2006年にも発電所の近辺で謎の大爆発が発生している。事故が起こった4号炉を封印する為の「石棺」の内部に、願望機モノリスが存在すると噂されている。石棺内部は大量の放射性物質が存在し、アーティファクトやアーマーによる防護無しでは数分と生きられない極めて危険な場所。

## ミュータント
- Crow
放射能汚染地帯に適応したカラス。襲ってくることはないが、銃で撃ち落とすことは可能。
- Blind dog
眼球が退化した野犬。群れを形成してストーカーや他の動物に襲い掛かる。
- Pseudodog
突然変異を遂げた狼。自らの縄張りに侵入した者を執拗に攻撃する。Blind dogの群れを率いていることもある。
- Chernobyl dog
Pseudodogの亜種。超能力で発生させた無数の分身とともに攻撃してくる。分身は銃弾を当てれば消滅するが、本体を倒さない限り延々と出現し続ける。
- Flesh
突然変異によって奇怪な形状に変異した豚。戦闘能力は低いが、攻撃を受けると体当たりで反撃してくる。
- Boar
凶暴化した猪。他の生物に対して積極的に突進攻撃を仕掛ける。Fleshと群れていることが多い。
- Rodent
地下に生息する巨大ネズミ。拳銃弾一発で息絶えるほど脆弱だが、動きが素早く、大群で出現することが多い。
- Bloodsucker
透明化能力を持つ人型のミュータント。両腕に鋭い鉤爪を有するほか、下顎に形成された蛸のような触手で獲物の喉笛に食らいつき吸血する。透明化するうえに動きが素早いため攻撃を当てづらく、耐久力も高いため極めて危険なミュータントである。『Clear sky』では耐久力が向上した亜種が出現し、更に透明化中の攻撃を無効化する特性を得たが、『Call of Pripyat』では透明化中もダメージを受けるよう再調整された。
- Controller
地下に生息する人型のミュータント。念動力による回避不可能な攻撃を仕掛けてくるが、物陰に隠れるなどして視界から逃れれば攻撃を封じることが出来る。ジーンズを着用しているうえ巣穴に接近してきた人間に警告するなど人間的な知性を持っており、ストーカーたちの精神を操って同士討ちさせることもある。
- Snork
Military stalkerがミュータントと化した存在、ガスマスクを装備した頭部が特徴。四足歩行による低姿勢と素早い動きでプレイヤーを翻弄し、長距離からのジャンプ攻撃を仕掛けてくる。廃墟やトンネルなどの閉所に待ち伏せていることが多い。
- Poltergeist
怪奇現象を発生させている不可視のミュータント。周囲のガラクタを念動力でぶつけてきたり、火炎アノーマリーを出現させるなどの変則的な攻撃を仕掛けてくる。怪奇現象の周囲に浮遊する光球が本体であり、撃破すると奇怪な人型ミュータントの死体が残る。「CrearSky」以降の作品では死体は出現しなくなり、爆発と共に血痕が出現するだけとなった。
- Pseudogiant
巨大な顔から手足が生えたような形状の奇怪なミュータント。肥大化した腕で歩行しており、この腕を地面に叩きつけることで衝撃波を発生させて攻撃してくる。また、銃弾を数百発撃ち込まなければ倒せないほど絶大な耐久力を持つ。

## 登場武器
ゲーム中では権利の問題で別名に差し替えられているが、ここでは実名で表記する（続編との間で表記にブレがある為）。
ウクライナ産のウクライナが舞台のゲームである為、他のゲームに見られないディープな東側武器が多く登場する。

### 拳銃
- Makarov PM
- PB / 6P9 silenced
- Fort 12
ユニーク武器の「Fort 15」も登場。
- Walther P99
- Colt M1911
- SIG-Sauer P220
.45ACP版。
- USP COMPACT
- Beretta M92F
- IMI Magnum Research Desert Eagle
.45ACP版。威力不足の救済の為か、狙撃銃用の9x39mm弾を使えるユニーク武器も追加されている。
- FN Highpower
マルチプレイ専用。異様に威力が高い。

### サブマシンガン
- HK MP-5A3

### アサルトライフル
- AKS-74U
- AK-74
- Nikonov AN-94 "Abakan"
実銃と同じく、2点バースト可能。
- OC-14 Groza
- L85A2
- LR-300
Z-M Weaponsが開発したAR15カービンベースの突撃銃。
- SIG SG550
- HK G36K
- AS Val
- FN F2000

### ショットガン
- TOZ-BM16
- TOZ-34
マルチプレイ専用。異様に威力が高い。
- Winchester1300
- Franchi SPAS-12
実銃と違い、フルオートで動作可能。

### スナイパーライフル
- SVD/Dragunov
- SVU/DragunovBP
- VSS "Vintorez"
- Gauss gun
ゲームオリジナル武器。アーティファクトを利用して開発されたレールガンであり、圧倒的な威力の弾丸を正確無比な精度で発射する。

### ランチャー
- RPG-7
- RG6/6G30
回転弾倉式グレネードランチャー。

## 動作環境
最低要件（推奨要件）
- OS: Windows 2000、XP
Vista以降での動作は一切保証されていないので、購入の際は注意が必要。
- CPU: Pentium 4 2GHz / AthlonXP 2200+以上（Core 2 Duo E6400 / Athlon64 X2 4200+以上）
- メモリ: 512MB以上（1GB以上）
- グラフィックカード: DirectX9.0cに対応したVRAM128MB以上のnVidia GeForce 5700/ATI Radeon 9600以上の3Dグラフィックスカード（VRAM256MB以上のnVidia GeForce 7900/ATI Radeon X1850以上）
内部構造の問題で旧世代の4:3及び5:4の画面解像度にしか対応しない為、設定から16:9等の項目を選んでしまうと最悪の場合二度と起動出来なくなってしまう場合があるので、1280x1024以下の解像度でプレイする事。